# Championnat de Russie féminin de football
Ne doit pas être confondu avec Championnat d'URSS de football.
Le championnat de Russie féminin de football (en russe : чемпионат России по футболу среди женщин) aussi appelé Division suprême (russe : Высший Дивизион) est une compétition de football constituant la plus haute division du football féminin russe. Il est organisé par la fédération de Russie de football et se compose de douze équipes.
Entre 1992 et 2010, les saisons du championnat suivent un calendrier « printemps-automne » sur une seule année, généralement entre mars et novembre. Ce format est changé à partir de la saison 2011-2012 qui voit la compétition passer à un calendrier « automne-printemps » à cheval sur deux années, plus répandu dans les championnats d'Europe occidentale, et démarrant généralement en juillet pour se finir au mois de mai de l'année suivante avec une trêve hivernale de trois mois entre décembre et mars en raison des conditions climatiques. Ce format ne perdure cependant que pendant deux saisons avant de revenir au format sur un an à partir de 2013.
L'actuel tenant du titre est le Zénith Saint-Pétersbourg qui remporte son troisième titre de champion consécutif lors de la saison 2024. Le club le plus titré est le Zvezda 2005 avec six championnats remportés. Il est suivi de l'Energia Voronej et du WFC Rossiyanka qui en comptent chacun cinq.

## Format de la compétition
En 2009, la Supreme Division compte 7 équipes qui disputent 12 matchs. À l'issue de ceux-ci, il y a des barrages pour le titre avec les 4 premières équipes classées et des barrages de relégation avec les 3 dernières équipes classées. L'équipe classée dernière descend en 2e division.
À partir de 2011, la saison se déroule désormais à cheval sur deux ans comme la plupart des championnats européens et non plus sur l'année civile. De ce fait, la transition fait que la saison 2011-2012 dure deux fois plus longtemps que d'habitude, les 8 équipes du championnat se rencontrant à quatre reprises.
En 2021, le championnat est élargi à 10 équipes qui s'affrontent à 3 reprises. À partir de 2022, les équipes s'affrontent d'abord à deux reprises. A l'issue de la saison régulière, les points sont divisés par deux, puis sont séparés en deux groupes ; les 4 premiers s'affrontent à deux reprises tandis que les 6 derniers s'affrontent à 1 seule reprise.
En 2023, le championnat est élargi à 12 équipes ; le format reste le même sauf que la poule pour le titre est élargie aux 6 premiers.

## Palmarès
| Saison    | Champion                     | Vice-champion      | Meilleur buteur (buts)                                                                   |
| --------- | ---------------------------- | ------------------ | ---------------------------------------------------------------------------------------- |
| 1992      | Interros Moscou              | CSK VVS Samara     | Larissa Savina (CSK VVS Samara, 23)                                                      |
| 1993      | CSK VVS Samara               | Rus' Moscou        | Larissa Savina (CSK VVS Samara, 19)                                                      |
| 1994      | CSK VVS Samara (2)           | Energia Voronej    | Nadejda Bossikova (Energia Voronej, 31)                                                  |
| 1995      | Energia Voronej              | CSK VVS Samara     | Nadejda Bossikova (Energia Voronej, 34)                                                  |
| 1996      | CSK VVS Samara (3)           | Energia Voronej    | Nadejda Bossikova (Energia Voronej, 39)                                                  |
| 1997      | Energia Voronej (2)          | CSK VVS Samara     | Nadejda Bossikova (Energia Voronej, 21)                                                  |
| 1998      | Energia Voronej (3)          | CSK VVS Samara     | Nadejda Bossikova (Energia Voronej, 19)                                                  |
| 1999      | VDV Riazan                   | Energia Voronej    |                                                                                          |
| 2000      | Riazan TNK (2)               | Energia Voronej    | Nadejda Bossikova (Energia Voronej, 30) Olga Letiouchova (Riazan TNK, 30)                |
| 2001      | CSK VVS Samara (4)           | Energia Voronej    | Olga Letiouchova (Riazan TNK, 38)                                                        |
| 2002      | Energia Voronej (4)          | Lada Togliatti     | Rolan Goussev (CSKA Moscou, 15) Dmitri Kiritchenko (CSKA Moscou, 15)                     |
| 2003      | Energia Voronej (5)          | Lada Togliatti     | Dmitri Loskov (Lokomotiv Moscou, 14)                                                     |
| 2004      | Lada Togliatti               | WFC Rossiyanka     | Olga Letiouchova (WFC Rossiyanka, 18)                                                    |
| 2005      | WFC Rossiyanka               | Lada Togliatti     | Olga Letiouchova (WFC Rossiyanka, 27)                                                    |
| 2006      | WFC Rossiyanka (2)           | Spartak Moscou     | Olga Letiouchova (WFC Rossiyanka, 34)                                                    |
| 2007      | Zvezda 2005                  | WFC Rossiyanka     | Olga Letiouchova (Zvezda 2005, 19)                                                       |
| 2008      | Zvezda 2005 (2)              | WFC Rossiyanka     | Emueje Ogbiagbevha (WFC Rossiyanka, 16)                                                  |
| 2009      | Zvezda 2005 (3)              | WFC Rossiyanka     | Daryna Apanashchenko (Zvezda 2005, 21) Olessia Kourotchkina (Zvezda 2005, 12)            |
| 2010      | WFC Rossiyanka (2)           | Energia Voronej    | Emueje Ogbiagbevha (WFC Rossiyanka, 23)                                                  |
| 2011-2012 | WFC Rossiyanka (3)           | Zorki Krasnogorsk  | Emueje Ogbiagbevha (Energia Voronej, 15)                                                 |
| 2012-2013 | Zorki Krasnogorsk            | WFC Rossiyanka     | Olessia Kourotchkina (Zvezda 2005, 16)                                                   |
| 2013      | Riazan VDV (3)               | Zvezda 2005        | Elena Danilova (Riazan VDV, 17)                                                          |
| 2014      | Zvezda 2005 (4)              | Zorki Krasnogorsk  | Daryna Apanashchenko (Zvezda 2005, 8)                                                    |
| 2015      | Zvezda 2005 (5)              | WFC Rossiyanka     | Daryna Apanashchenko (Zvezda 2005, 13)                                                   |
| 2016      | WFC Rossiyanka (5)           | Zvezda 2005        | Margarita Tchernomyrdina (Tchertanovo Moscou, 8) Nedejda Karpova (Tchertanovo Moscou, 8) |
| 2017      | Zvezda 2005 (6)              | Riazan VDV         | Elena Danilova (Riazan VDV, 11)                                                          |
| 2018      | Riazan VDV (4)               | Tchertanovo Moscou | Elena Danilova (Riazan VDV, 11)                                                          |
| 2019      | CSKA Moscou (1)              | Lokomotiv Moscou   | Nelli Korovkina (Lokomotiv, 20)                                                          |
| 2020      | CSKA Moscou (2)              | Lokomotiv Moscou   | Olesya Kurochkina (Zvezda 2005, 9)                                                       |
| 2021      | Lokomotiv Moscou (1)         | CSKA Moscou        | Nelli Korovkina (Lokomotiv, 20)                                                          |
| 2022      | Zénith Saint-Pétersbourg (1) | CSKA Moscou        | Nelli Korovkina (Lokomotiv, 17)                                                          |
| 2023      | Zénith Saint-Pétersbourg (2) | CSKA Moscou        | Ana Dias (Zénith, 18)                                                                    |
| 2024      | Zénith Saint-Pétersbourg (3) | CSKA Moscou        | Gabriela Grzywińska (Zénith, 19)                                                         |

### Bilan par club
| Club                     | Champion | Vice-champion | Édition(s) remportée(s)            |
| ------------------------ | -------- | ------------- | ---------------------------------- |
| Zvezda 2005              | 6        | 2             | 2007, 2008, 2009, 2014, 2015, 2017 |
| Energia Voronej          | 5        | 6             | 1995, 1997, 1998, 2002, 2003       |
| WFC Rossiyanka           | 5        | 6             | 2005, 2006, 2010, 2011-2012, 2016  |
| CSK VVS Samara           | 4        | 4             | 1993, 1994, 1996, 2001             |
| Riazan VDV               | 4        | 1             | 1999, 2000, 2013, 2018             |
| Zénith Saint-Pétersbourg | 3        | 0             | 2022, 2023, 2024                   |
| CSKA Moscou              | 2        | 4             | 2019, 2020                         |
| Lada Togliatti           | 1        | 3             | 2004                               |
| Zorki Krasnogorsk        | 1        | 2             | 2012-2013                          |
| Lokomotiv Moscou         | 1        | 2             | 2021                               |
| Interros Moscou          | 1        | 0             | 1992                               |
| Rus' Moscou              | 0        | 1             |                                    |
| Spartak Moscou           | 0        | 1             |                                    |
| Tchertanovo Moscou       | 0        | 1             |                                    |